# Acier formé à froid
 (avril 2019).
Si vous disposez d'ouvrages ou d'articles de référence ou si vous connaissez des sites web de qualité traitant du thème abordé ici, merci de compléter l'article en donnant les références utiles à sa vérifiabilité et en les liant à la section « Notes et références ».

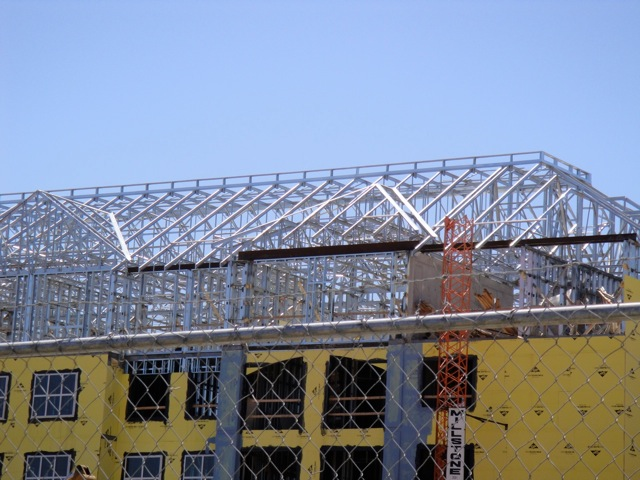
Structure d'un bâtiment en acier formé à froid.

Un acier formé à froid ( CFS pour Cold-formed steel en Anglais) est un acier façonné à température ambiante, par laminage, pressage, estampage, pliage, etc. 
Barre et tôles d'acier laminées à froid (CRS) sont couramment utilisées dans tous les domaines de la fabrication. Il se distingue de l’acier formé à chaud et de l’acier laminé à chaud. 
L'acier formé à froid, en particulier sous forme de feuilles, est couramment utilisé dans l'industrie de la construction pour des produits structurels ou non structurels tels que des colonnes, des poutres, des poteaux, des profilés et autres composants (Ossature en acier plié à froid). Ces utilisations sont devenues de plus en plus populaires aux États-Unis depuis leur normalisation en 1946. 